# Jakob Wolfensberger
Jakob Wolfensberger, född 21 april 1933, död 2 november 2021, var en schweizisk bågskytt. Han deltog vid olympiska sommarspelen 1972.